# Incisa Scapaccino
Incisa Scapaccino est une commune italienne de la province d'Asti, dans la région Piémont.

## Administration
| Période                                  | Période | Identité | Étiquette | Qualité |
| ---------------------------------------- | ------- | -------- | --------- | ------- |
|                                          |         |          |           |         |
| Les données manquantes sont à compléter. |         |          |           |         |

### Communes limitrophes
Bergamasco, Castelnuovo Belbo, Cortiglione, Masio, Nizza Monferrato, Oviglio, Vaglio Serra

## Jumelages
La ville est jumelée avec:
- Saint-Just-Chaleyssin (France) depuis 1972[2]